# 2012年ロンドンオリンピックのバミューダ選手団
2012年ロンドンオリンピックのバミューダ選手団（2012ねんロンドンオリンピックのバミューダせんしゅだん）は、2012年7月27日から8月12日までイギリスのロンドンで開催されたロンドンオリンピックバミューダ選手団の名簿。

## 選手団
- 人員: 選手 8人
- 開会式旗手: Zander Kirkland

## 種目別選手・スタッフ名簿及び成績

### 陸上競技
- タイロン・スミス（男子走り幅跳び）7.70m 決勝
- Arantxa King（女子走り幅跳び）6.40m 予選敗退

### 馬術
- Jillian Terceira（馬術 障害飛越個人）予選敗退

### セーリング
- Jesse Kirkland、Zander Kirkland（男子49er級）19位

### 競泳
- ロイ・バーク（男子50m自由形）22秒47 予選敗退

### トライアスロン
- Tyler Butterfield（男子）1時間50分32秒
- フローラ・ダフィー（女子）2時間8分54秒